# Nassella elata
Nassella elata är en gräsart som först beskrevs av Carlos Luis Spegazzini, och fick sitt nu gällande namn av Maria Amelia Torres. Nassella elata ingår i släktet nassellor, och familjen gräs. Inga underarter finns listade i Catalogue of Life.